# استنسیا ولها
استنسیا ولها (به پرتغالی: Estância Velha) یک منطقهٔ مسکونی در برزیل است که در ریو گرانده جنوبی واقع شده‌است. استنسیا ولها ۵۰٬۶۷۲ نفر جمعیت دارد.